# طواف سويسرا 2009
طواف سويسرا 2009 (بالإنجليزية: 2009 Tour de Suisse)‏ هو سباق دراجات هوائية أقيم بتاريخ 13–21 يونيو، تكون السباق من 9 مراحل وامتدّ لمسافة 1355 كم بسرعة 40.94 كم/س، استغرق السباق 33 ساعة 05 دقيقة 51 ثانية. فاز به السويسري فابيان كانسيليرا وحلّ ثانيا الألماني طوني مارتين بينما حصل على المركز الثالث التشيكي رومان كريوزيجير.

## الترتيب
| م                     | الدرّاج           | البلد   | الزمن                     |
| --------------------- | ---------------- | ------- | ------------------------- |
| الفائز بالترتيب العام | فابيان كانسيليرا | سويسرا  | 33 ساعة 05 دقيقة 51 ثانية |
| الثاني                | طوني مارتين      | ألمانيا |                           |
| الثالث                | رومان كريوزيجير  | التشيك  |                           |
| حسب النقاط            | فابيان كانسيليرا | سويسرا  | -                         |
| التسلق                | طوني مارتين      | ألمانيا | -                         |